# Diócesis de Görlitz
La diócesis de Görlitz (en latín: Dioecesis Gorlicensis y en alemán: Bistum Görlitz) es una circunscripción eclesiástica de la Iglesia católica en Alemania. Se trata de una diócesis latina, sufragánea de la arquidiócesis de Berlín. Desde el 18 de junio de 2011 su obispo es Wolfgang Ipolt.

## Territorio y organización

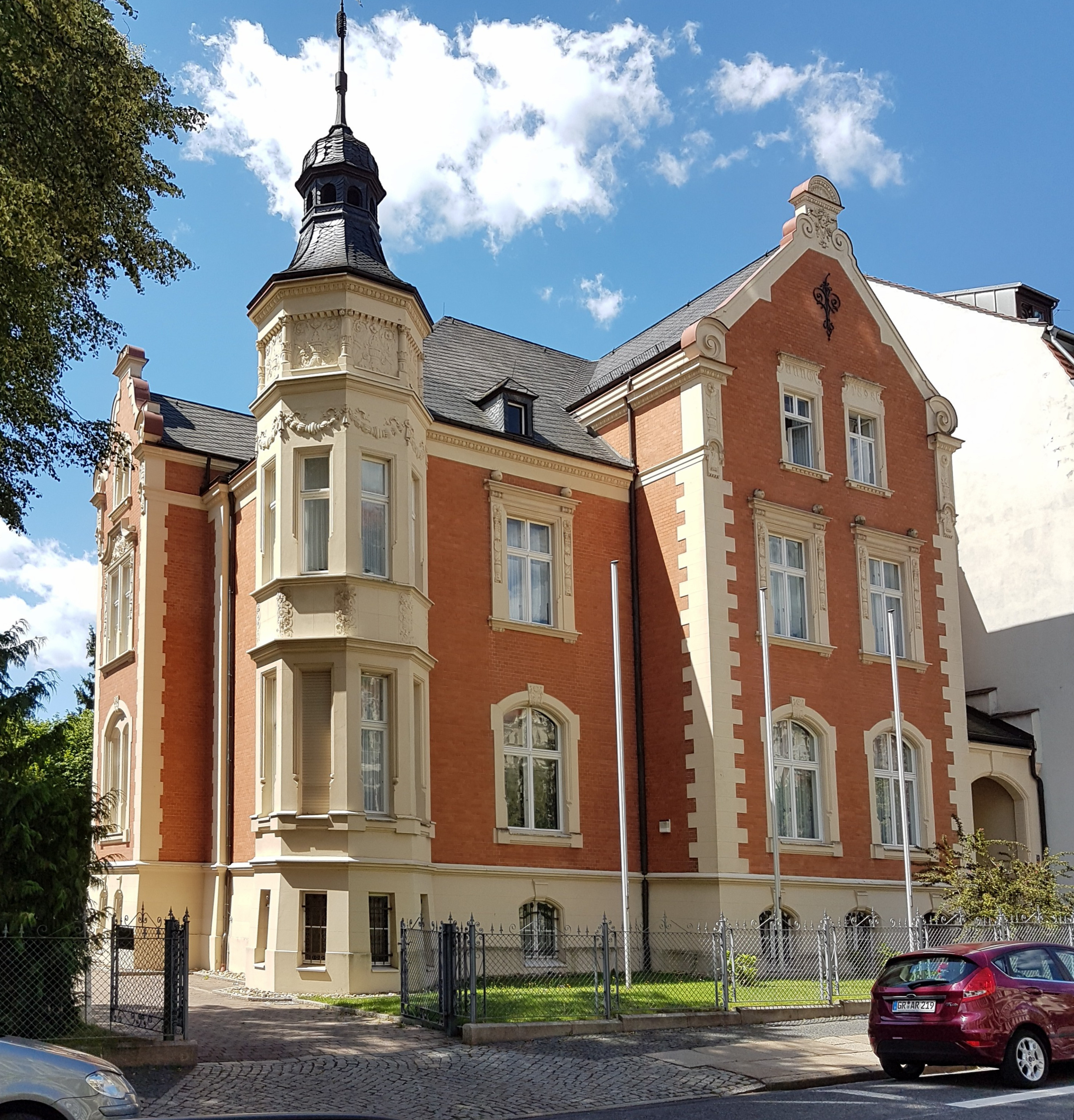
Residencia episcopal en Görlitz

La diócesis tiene 9284 km² y extiende su jurisdicción sobre los fieles católicos de rito latino residentes en la Baja Lusacia en el estado de Brandeburgo y la parte noreste de la Alta Lusacia en el estado de Sajonia.

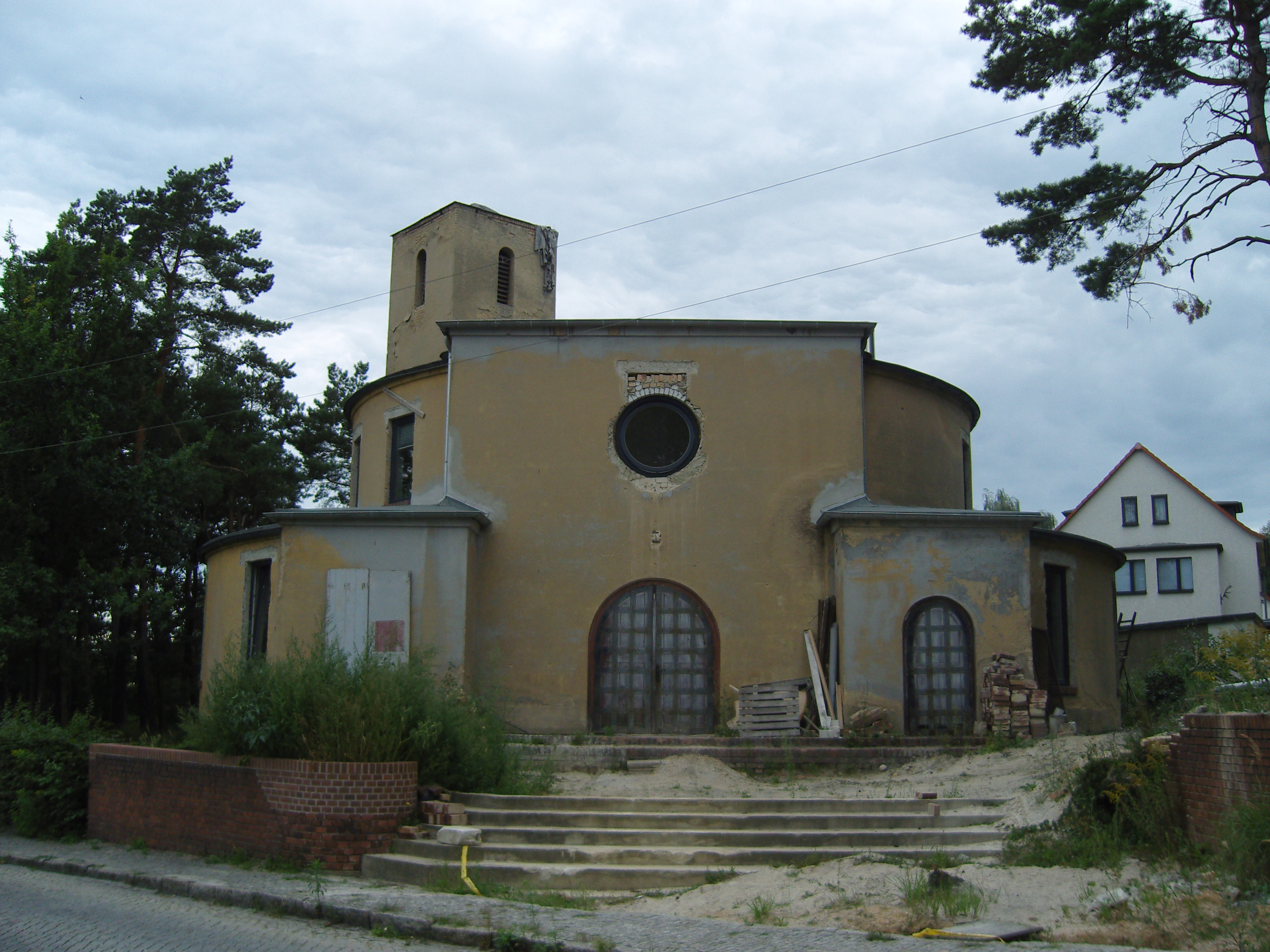
Antigua iglesia de Santa Bárbara, en Hörlitz

La sede de la diócesis se encuentra en la ciudad de Görlitz, en donde se halla la Catedral de Santiago. 
En 2023 en la diócesis existían 16 parroquias agrupadas en 3 decanatos: Cottbus-Neuzelle, Lübben-Senftenberg y Görlitz-Wittichenau.

## Historia
En la Edad Media, Lusacia (de la que formaba parte Görlitz) dependía eclesiásticamente de la diócesis de Meissen. Tras la Reforma protestante Lusacia se convirtió en la sede de su propia prefectura apostólica (vinculada al deán de la colegiata de Bautzen), que cedió la zona circundante de Görlitz a la diócesis de Breslavia (actual arquidiócesis de Breslavia) mediante la bula De salute animarum de 1821, que redefinió las fronteras diocesanas alemanas.
Tras la ratificación del Tratado de Varsovia (1970) que confirmó la Línea Óder-Neisse, la administración apostólica de Görlitz fue erigida el 28 de junio de 1972 mediante el decreto Quo aptius spiritualibus de la Congregación para los Obispos e incluía la parte de la arquidiócesis de Breslavia que permaneció en territorio alemán luego del cambio de fronteras tras la Segunda Guerra Mundial.
Luego de la convención del 4 de mayo de 1994 entre la Santa Sede y los estados de Brandeburgo y Sajonia, el 27 de junio de 1994 la administración apostólica fue elevada a diócesis mediante la bula Solet usque del papa Juan Pablo II y se convirtió sufragánea de la arquidiócesis de Berlín. Al mismo tiempo, se redefinieron las fronteras con las diócesis cercanas de Berlín y Magdeburgo.
Según la convención del 4 de mayo, el derecho de elegir obispos pertenece al cabildo catedralicio de una lista de tres nombres propuesta por la Santa Sede, de acuerdo con el artículo 6 del concordato de 1929 con Prusia.
Mediante el breve Semper studuit del 21 de septiembre de 1994 santa Eduviges fue proclamada patrona de la diócesis.

## Estadísticas
Según el Anuario Pontificio 2024 la diócesis tenía a fines de 2023 un total de 29 213 fieles bautizados.
| Año                                                                             | Población            | Población | Población      | Sacerdotes | Sacerdotes    | Sacerdotes    | Bautizados por sacerdote | Diáconos permanentes | Religiosos | Religiosos | Parroquias |
| Año                                                                             | Bautizados católicos | Total     | % de católicos | Total      | Clero secular | Clero regular | Bautizados por sacerdote | Diáconos permanentes | Varones    | Mujeres    | Parroquias |
| ------------------------------------------------------------------------------- | -------------------- | --------- | -------------- | ---------- | ------------- | ------------- | ------------------------ | -------------------- | ---------- | ---------- | ---------- |
| Administración apostólica de Görlitz                                            |                      |           |                |            |               |               |                          |                      |            |            |            |
| 1980                                                                            | 70 000               | 1 000     | 7.0            | 88         | 81            | 7             | 795                      | 5                    | 8          | 219        | 59         |
| 1990                                                                            | 60 000               | 930 000   | 6.5            | 77         | 73            | 4             | 779                      | 7                    | 4          | 173        | 57         |
| Diócesis de Görlitz                                                             |                      |           |                |            |               |               |                          |                      |            |            |            |
| 1999                                                                            | 49 200               | 920 000   | 5.3            | 68         | 62            | 6             | 723                      | 5                    | 6          | 130        | 57         |
| 2000                                                                            | 49 200               | 920 000   | 5.3            | 66         | 60            | 6             | 745                      | 5                    | 6          | 115        | 57         |
| 2001                                                                            | 48 500               | 920 000   | 5.3            | 63         | 58            | 5             | 769                      | 6                    | 8          | 106        | 55         |
| 2002                                                                            | 48 500               | 910 000   | 5.3            | 66         | 61            | 5             | 734                      | 6                    | 6          | 104        | 55         |
| 2003                                                                            | 48 000               | 905 000   | 5.3            | 58         | 54            | 4             | 827                      | 6                    | 5          | 97         | 55         |
| 2004                                                                            | 35 000               | 890 000   | 3.9            | 57         | 55            | 2             | 614                      | 6                    | 3          | 91         | 52         |
| 2006                                                                            | 32 203               | 792 824   | 4.1            | 59         | 57            | 2             | 545                      | 4                    | 3          | 81         | 46         |
| 2013                                                                            | 28 503               | 829 200   | 3.4            | 50         | 47            | 3             | 570                      | 5                    | 5          | 53         | 20         |
| 2016                                                                            | 28 795               | 696 305   | 4.1            | 48         | 46            | 2             | 599                      | 8                    | 2          | 44         | 19         |
| 2019                                                                            | 29 671               | 704 340   | 4.2            | 47         | 42            | 5             | 631                      | 6                    | 6          | 40         | 17         |
| 2021                                                                            | 29 790               | 707 340   | 4.2            | 46         | 39            | 7             | 647                      | 9                    | 7          | 34         | 16         |
| 2023                                                                            | 29 213               | 672 019   | 4.3            | 48         | 39            | 9             | 608                      | 10                   | 9          | 31         | 16         |
| Fuente: Catholic-Hierarchy, que a su vez toma los datos del Anuario Pontificio. |                      |           |                |            |               |               |                          |                      |            |            |            |

## Episcopologio

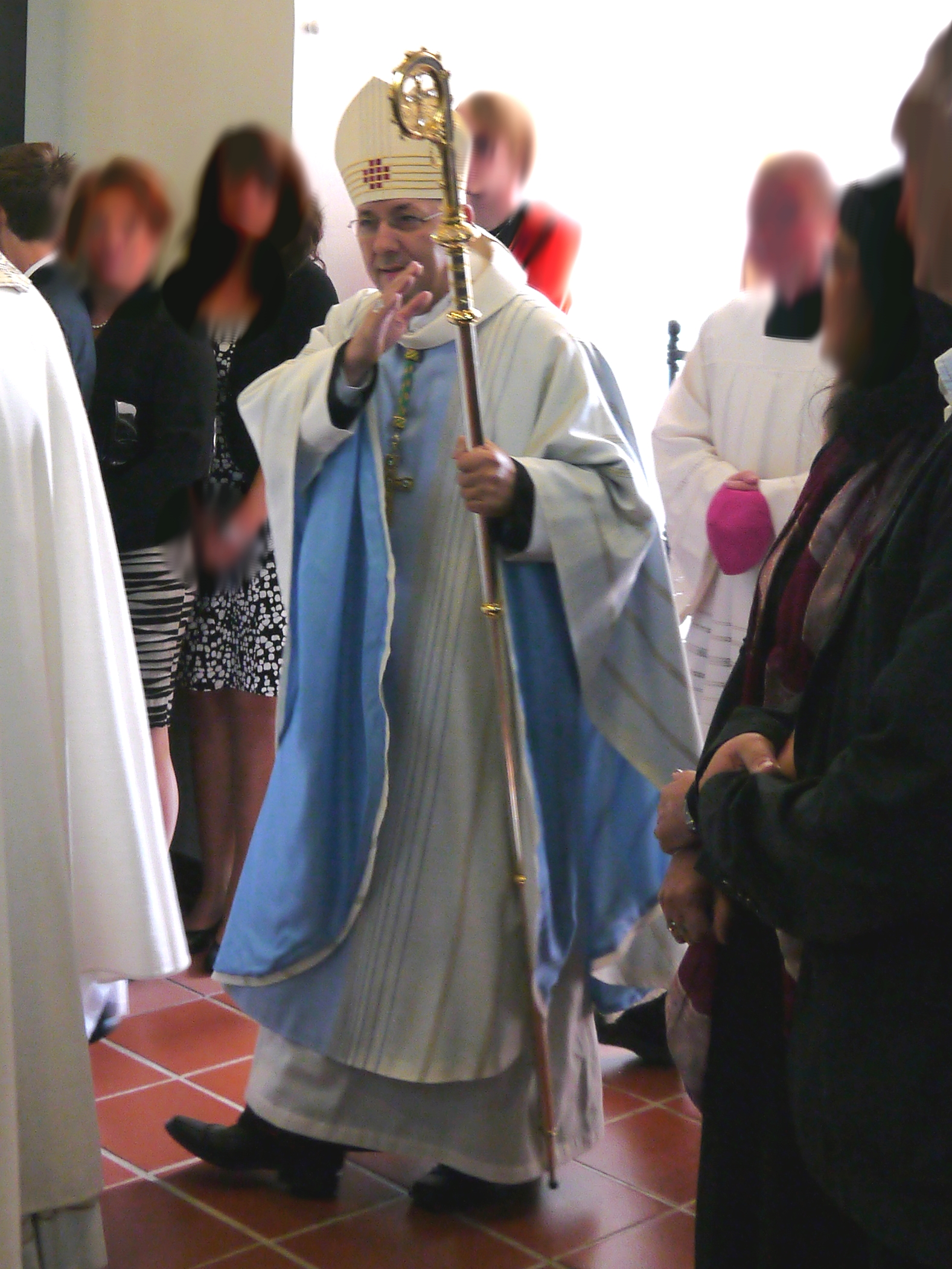
Wolfgang Ipolt, obispo de Görlitz desde 2011

- Ferdinand Piontek † (23 de mayo de 1959-2 de noviembre de 1963 falleció)

- Bernhard Huhn † (28 de junio de 1972-27 de junio de 1994 retirado)
- Rudolf Müller † (27 de junio de 1994-24 de junio de 2006 retirado)
- Konrad Zdarsa (24 de abril de 2007-8 de julio de 2010 nombrado obispo de Augsburgo)
- Wolfgang Ipolt, desde el 18 de junio de 2011